# Andreas Manfred Gebhard
Andreas Manfred Gebhard (* 26. Juni 1997 in München, Bayern) ist ein deutsch-österreichischer Segler.

## Leben
Gebhard ist Sohn der Ärztin Dagmar Dörfler-Gebhard und des österreichischen Beamten Manfred Gebhard. Während seiner Grundschulzeit erlernte er von seinem Vater das Segeln und nahm seitdem an nationalen und internationalen Regatten teil. Er gewann 2013 als Mittelmann im Team mit Klaus Diem und Manfred Gebhard die österreichische Staatsmeisterschaft in der Disziplin Yngling-Segeln. Der Mannschaft gelang es dabei, alle Bojen an einem Wettfahrttag als erster zu umrunden, was bis dahin keinem österreichischen Yngling-Segler gelungen war.
2015 begann er an der Ludwig-Maximilians-Universität München ein Studium der Theaterwissenschaften mit Nebenfach Kunst, Musik und Theater.
Seit Mai 2023 ist er stellvertretender Kreisvorsitzender der FDP München Ost.

## Sportliche Erfolge
- 2013 österreichischer Staatsmeister[1][4]
- 2013 Rang 8 bei der Yngling Open World Championship[5]